# الرياضي عمان
نادي الرياضي لكرة السلة هو نادٍ محترف لكرة السلة أردني يتنافس في الدوري الأردني الممتاز لكرة السلة ويقع مقره في عمان في الأردن . في أول موسم للفريق في 2001-2002، شارك في دوري الدرجة الثانية الأردني لكرة السلة ، وفاز بالبطولة وكأس الأردن كذلك؛ ليصعد الفريق إلى الدوري الممتاز موسم 2002-2003. قبل عام 2001، كانت شركة أرامكس ترعى نادي الجزيرة لكرة السلة لمدة 13 عامًا. انفصلت أرامكس وديا عن نادي الجزيرة وأنشأت نادي الرياضي في عام 2001 في محاولة لتعزيز كرة السلة وكذلك مجموعة من الألعاب الرياضية التنافسية.

## أرقام وبطولات

### دوري الدرجة الممتازة
- بطل دوري الدرجة الممتازة الأردني لكرة السلة : 2016 ، 2017 [1]

### دوري الدرجة الثانية
- بطل دوري الدرجة الثانية الأردني: 2002 [2]

### كأس الأردن
- الفائز بالكأس الأردني: 2002 ، 2012 ، 2013

### كأس السوبر الأردني
الفائز: 2003

### بطولة غرب آسيا لكرة السلة
- 2003 : المركز الرابع
- 2006 : الدور ربع النهائي
- 2007 : المركز الثامن
- 2011 : المركز الثامن

## روابط خارجية
- نبذة عن الفريق في Asia-basket.com
- نبذة عن الفريق في Goalzz.com